# Denisa Fodor
Denisa Iuliana Fodor (ur. 1999) – rumuńska zapaśniczka walcząca w stylu wolnym. Zajęła szesnaste miejsce na mistrzostwach Europy w 2019. Srebrna medalistka igrzysk frankofońskich w 2017 roku.